# Potez 840
Il Potez 840 fu un aereo di linea quadriturboelica ad ala bassa sviluppato dall'azienda aeronautica francese Société des Avions et Moteurs Henry Potez nei primi anni sessanta.
Destinato al mercato dell'aviazione commerciale e proposto per l'utilizzo su rotte a corto-medio raggio, non ottenne il successo sperato, venne tuttavia realizzato in otto esemplari dalle varie configurazioni e motorizzazioni, identificati come Potez 841 e 842. La serie sarà l'ultima ad utilizzare il marchio Potez.

## Varianti
Potez 840
variante equipaggiata con 4 motori Turbomeca Astazou II da 440 CV, realizzata in 4 esemplari.
Potez 841
variante equipaggiata con 4 motori Pratt & Whitney Canada PT6A-6, realizzata in 2 esemplari.
Potez 842
variante equipaggiata con 4 motori Astazou XII da 600 CV, realizzata in 2 esemplari.